# Кастегрен, Хенрик
Свен Хенрик Улоф Кастегрен (швед. Sven Henrik Olof Castegren; род. 28 марта 1996, Норрчёпинг) — шведский футболист, защитник «Сириуса».

## Клубная карьера
Является воспитанником «Норрчёпинга», в котором начал заниматься с четырёхлетнего возраста. В марте 2014 года по соглашению между клубами на правах аренды перешёл в «Сюльвию». В её составе выступал на протяжении трёх лет в первом и втором шведских дивизионах, параллельно играя за юношеские команды «Норрчёпинга». В мае 2016 года дебютировал за главную команду в матче чемпионата Швеции с «Эребру», появившись на поле в конце встречи вместо Тесфальдета Теки. 11 октября того же года подписал с клубом первый контракт. В конце мая 2018 отправился в краткосрочную аренду в «Дегерфорс», выступающий в Суперэттане. За время аренды принял участие в шести матчах, в которых забил один мяч. В декабре 2021 года покинул команду в связи с истечением контракта.
18 февраля 2022 года стал игроком польской «Лехии» из Гданьска, с которой заключил соглашение, рассчитанное на два с половиной года. Из-за последовавшей травмы первые в заявку на официальную игру попал только 21 мая в матче последнего тура, но на поле не вышел. Дебютировал за польскую команду в Экстракласе 1 октября в гостевой встрече с «Погоном» из Шецина. В мае 2023 года расторг контракт с командой и вернулся в Швецию.
1 июня 2023 года стал игроком «Сириуса», подписав контракт на полтора года. Первую игру за новую команду провёл 15 июля против «Дегерфорса», появившись на поле в стартовом составе.

## Карьера в сборной
2 января 2021 года был впервые вызван в национальную сборную Швеции на январский сбор команды на Кипре и товарищеский матч с Эстонией. 12 января 2024 года в игре с эстонцами дебютировал в составе сборной, проведя на поле всю встречу.

## Клубная статистика
| Выступление      | Выступление      | Выступление      | Лига | Лига | Кубки | Кубки | Конт. кубки | Конт. кубки | Итого | Итого |
| Клуб             | Лига             | Сезон            | Игры | Голы | Игры  | Голы  | Игры        | Голы        | Игры  | Голы  |
| ---------------- | ---------------- | ---------------- | ---- | ---- | ----- | ----- | ----------- | ----------- | ----- | ----- |
| Норрчёпинг       | Алльсвенскан     | 2016             | 4    | 0    | 1     | 1     | 0           | 0           | 5     | 1     |
| Норрчёпинг       | Алльсвенскан     | 2017             | 0    | 0    | 2     | 0     | 0           | 0           | 2     | 0     |
| Норрчёпинг       | Алльсвенскан     | 2018             | 9    | 0    | 1     | 0     | 0           | 0           | 10    | 0     |
| Норрчёпинг       | Алльсвенскан     | 2019             | 14   | 0    | 2     | 0     | 3           | 0           | 19    | 0     |
| Норрчёпинг       | Алльсвенскан     | 2020             | 28   | 2    | 3     | 0     | 0           | 0           | 31    | 2     |
| Норрчёпинг       | Алльсвенскан     | 2021             | 27   | 1    | 5     | 0     | 0           | 0           | 32    | 1     |
| Норрчёпинг       | Итого            | Итого            | 82   | 3    | 14    | 1     | 3           | 0           | 99    | 4     |
| → Сюльвия        | Дивизион 1       | 2014             | 23   | 1    | 1     | 0     | 0           | 0           | 24    | 1     |
| → Сюльвия        | Дивизион 2       | 2015             | 24   | 5    | 2     | 1     | 0           | 0           | 26    | 6     |
| → Сюльвия        | Дивизион 2       | 2016             | 7    | 0    | 0     | 0     | 0           | 0           | 7     | 0     |
| → Сюльвия        | Итого            | Итого            | 54   | 6    | 3     | 1     | 0           | 0           | 57    | 7     |
| → Дегерфорс      | Суперэттан       | 2018             | 6    | 1    | 0     | 0     | 0           | 0           | 6     | 1     |
| → Дегерфорс      | Итого            | Итого            | 6    | 1    | 0     | 0     | 0           | 0           | 6     | 1     |
| Лехия            | Экстракласа      | 2022/23          | 7    | 0    | 1     | 0     | 0           | 0           | 8     | 0     |
| Лехия            | Итого            | Итого            | 7    | 0    | 1     | 0     | 0           | 0           | 8     | 0     |
| Сириус           | Алльсвенскан     | 2023             | 17   | 1    | 1     | 1     | 0           | 0           | 18    | 2     |
| Сириус           | Алльсвенскан     | 2024             | 0    | 0    | 3     | 0     | 0           | 0           | 3     | 0     |
| Сириус           | Итого            | Итого            | 17   | 1    | 4     | 1     | 0           | 0           | 21    | 2     |
| Всего за карьеру | Всего за карьеру | Всего за карьеру | 166  | 11   | 22    | 3     | 3           | 0           | 191   | 14    |

## Статистика в сборной
| Матчи и голы Хенрика Кастегрена за национальную сборную Швеции | Матчи и голы Хенрика Кастегрена за национальную сборную Швеции | Матчи и голы Хенрика Кастегрена за национальную сборную Швеции | Матчи и голы Хенрика Кастегрена за национальную сборную Швеции | Матчи и голы Хенрика Кастегрена за национальную сборную Швеции | Матчи и голы Хенрика Кастегрена за национальную сборную Швеции |
| №                                                              | Дата                                                           | Оппонент                                                       | Счёт                                                           | Голы                                                           | Соревнование                                                   |
| -------------------------------------------------------------- | -------------------------------------------------------------- | -------------------------------------------------------------- | -------------------------------------------------------------- | -------------------------------------------------------------- | -------------------------------------------------------------- |
| 1                                                              | 12 января 2024                                                 | Эстония                                                        | 2:1                                                            | 0                                                              | Товарищеский матч                                              |

Итого:1 матч и 0 голов; 1 победа, 0 ничьих, 0 поражений.